# Hydraena sharpi
Hydraena sharpi är en skalbaggsart som beskrevs av Claudius Rey 1886. Hydraena sharpi ingår i släktet Hydraena och familjen vattenbrynsbaggar. Inga underarter finns listade i Catalogue of Life.